# Liste der denkmalgeschützten Objekte in Weiler (Vorarlberg)
Die Liste der denkmalgeschützten Objekte in Weiler enthält die denkmalgeschützten, unbeweglichen Objekte der Gemeinde Weiler.

## Denkmäler
| Foto |                 | Denkmal                                                                       | Standort                                        | Beschreibung | Metadaten |
| ---- | --------------- | ----------------------------------------------------------------------------- | ----------------------------------------------- | --- | --- |
| ja   | Datei hochladen | Pfarramt HERIS-ID: 82705 Objekt-ID: 96549                                     | Johann-Georg-Seyfried-Weg 2 Standort KG: Weiler | | BDA-Hist.: Q38179074 Status: § 2a Stand der BDA-Liste: 2025-06-30 Name: Pfarramt GstNr.: .111                                                                             |
| ja   | Datei hochladen | Wohnhaus HERIS-ID: 4539 Objekt-ID: 384                                        | Kirchweg 2 Standort KG: Weiler                  | | BDA-Hist.: Q37983982 Status: Bescheid Stand der BDA-Liste: 2025-06-30 Name: Wohnhaus GstNr.: 5                                                                            |
| ja   | Datei hochladen | Burgruinenanlage Alt-Montfort HERIS-ID: 82727 Objekt-ID: 96571seit 2017       | Burgfeldweg 2, in der Nähe Standort KG: Weiler  | Der Stammsitz der Grafen von Montfort wurde im frühen 13. Jahrhundert erstmals urkundlich erwähnt. Von der einstigen Höhenburg sind nur noch wenige Mauerreste erhalten. | BDA-Hist.: Q15051232 Status: Bescheid Stand der BDA-Liste: 2025-06-30 Name: Burgruinenanlage Alt-Montfort GstNr.: 557, 558, 559/1, 561, 525, 559/2 Burgruine Alt-Montfort |
| ja   | Datei hochladen | Kath. Pfarrkirche Zum Heiligsten Herzen Jesu HERIS-ID: 56396 Objekt-ID: 65817 | Standort KG: Weiler                             | Von 1875 bis 1876 erfolgte ein Neubau der Kirche nach den Plänen des Architekten Friedrich von Schmidt mit dem Baumeister Fidel Kröner.                                  | BDA-Hist.: Q1614993 Status: § 2a Stand der BDA-Liste: 2025-06-30 Name: Kath. Pfarrkirche Zum Heiligsten Herzen Jesu GstNr.: .1 Herz-Jesu-Kirche (Weiler)                  |